# Igreja de São Miguel de Reichshoffen

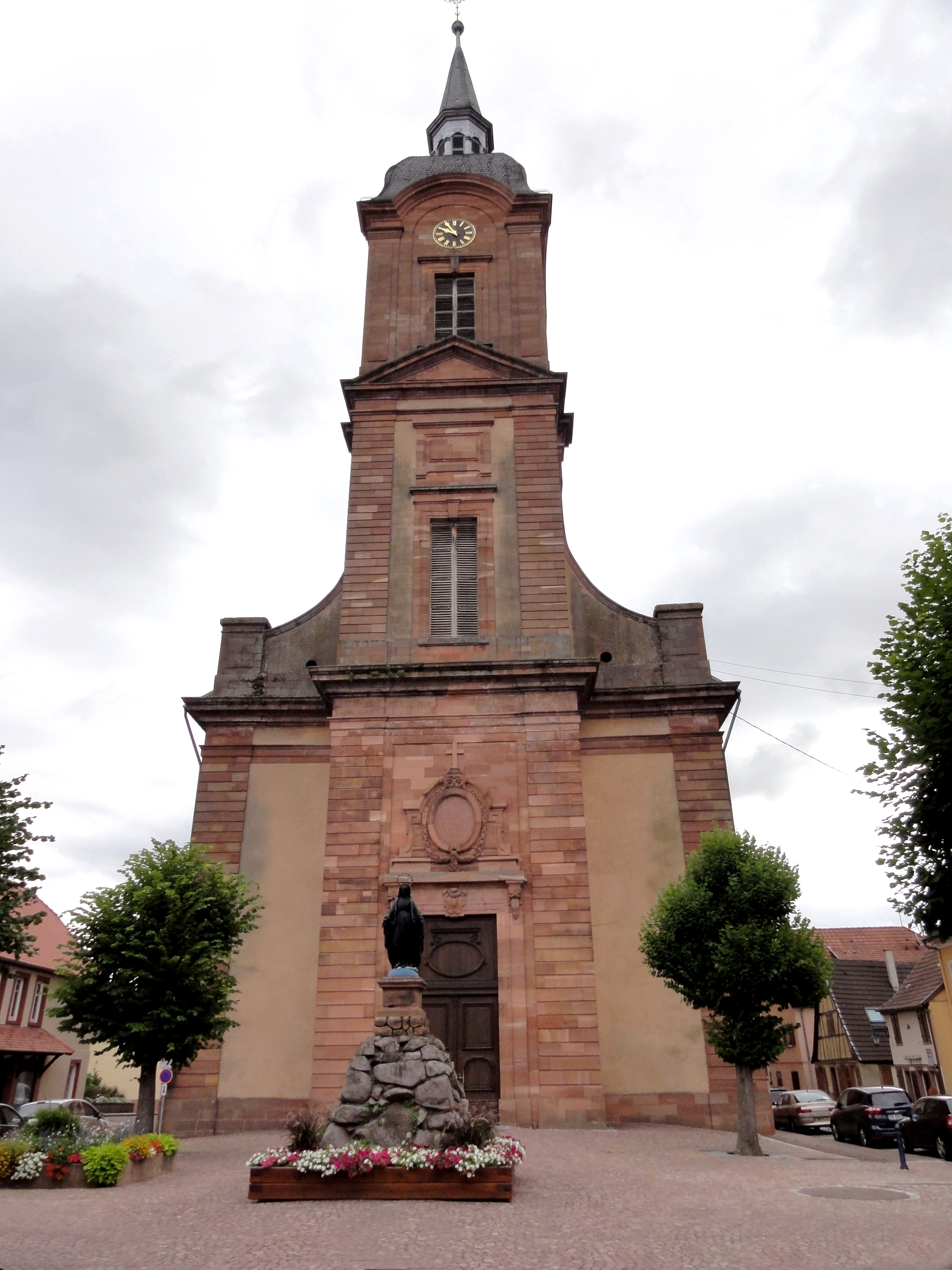
Igreja de São Miguel de Reichshoffen

A Igreja de São Miguel de Reichshoffen é uma igreja em Reichshoffen, Bas-Rhin, Alsace, na França. Construído em 1772, tornou-se um monumento histórico registrado em 1921.